# Michael Frech
Michael Frech (* 26. März 1976 in Flensburg) ist ein ehemaliger deutscher Fußballspieler. Der Torwart spielte zuletzt für Holstein Kiel.

## Karriere
Frech begann das Fußballspielen beim SZ Arlewatt. 1995 ging er zum Landesligisten Husumer SV, mit dem er 1997 in die Verbandsliga aufstieg. 1999 wechselte er in die Oberliga Hamburg/Schleswig-Holstein zum Heider SV. 2002 bis 2004 spielte Frech für die in der drittklassigen Regionalliga spielende zweite Mannschaft des Hamburger SV. 2004 ging er zum Zweitliga-Absteiger VfB Lübeck. Zum Jahresanfang 2008 ging er in die Regionalliga Süd zu den Sportfreunden Siegen. Diese verließ er bereits nach einem halben Jahr, von Sommer 2008 bis zu seinem Karriereende 2011 spielte er für Holstein Kiel. Mit den Kielern gelang ihm 2009 der Aufstieg in die Dritte Liga, 2010 folgte jedoch der Abstieg.